# Batatara fusifascia
Batatara fusifascia är en fjärilsart som beskrevs av Walker 1862. Batatara fusifascia ingår i släktet Batatara och familjen ädelspinnare. Inga underarter finns listade i Catalogue of Life.